# タカトシの涙が止まらナイト
『タカトシの涙が止まらナイト』（タカトシのなみだがとまらナイト）は、テレビ東京系で放送されている深夜バラエティ番組である。2013年11月4日から11月25日まで、毎週月曜日の23:58 - 24:45（JST）に期間限定番組として放送され、最終回である11月25日は深夜24:28 - 25:15に放送された。2014年1月6日から3月31日までは第2期が毎週月曜日の25:00 - 25:30にレギュラー放送された。

## 概要
感動的な映像を観て涙を流し、心のデトックスをはかる「涙活（るいかつ）」の需要が高まっているなかで、この番組が企画された。世界の泣ける実話ドラマ、泣ける海外CM、泣ける歌、泣けるパフォーマンスなどの「泣ける感動映像」を、シアター形式で上映する。

## 出演者
MC
タカアンドトシ
ゲスト
第1期
小島瑠璃子（第1回）
眞鍋かをり（第2回）
中村アン（第3回）
益若つばさ（第4回）

## スタッフ
- ナレーター：福圓美里
- 構成：ヒロハラノブヒコ、堀由史、平岡達哉、玉造綾乃、坂田景子
- カメラ：平尾徹、名取征
- 音声：古茂田耕吉、栃木光信
- 照明：堤慎太郎
- EED：小澤章二、永田雅士、高城明宏
- MA：渕野あゆみ
- 美術：馬場啓友
- 音響効果：大谷敏夫（ユミックス）
- CG：CORALRED
- 番宣：陰山ひとみ（テレビ東京）
- 技術協力：ジーン
- 企画協力：寺井広樹
- 協力：麻布プラザ、BASEMENT MONSTAR、シグマ・セブン、マーベルプロモーション、フジアール、東京アナウンス学院
- AP：坂川綾那（よしもとクリエイティブ・エージェンシー）、岩﨑美和子→阿部重利
- AD：久岡桂樹（テレビ東京）、西尾智仁、西村駿
- ディレクター：武山聡志、加藤正寿、小峰智、小森映子
- 演出：戸田直秀
- プロデューサー：近澤駿（第2期から）、鈴木康正
- 企画・プロデューサー：神夏磯秀（よしもとクリエティブ・エージェンシー）
- プロデューサー：祖父江里奈（テレビ東京）
- 制作協力：ローリング
- 製作：吉本興業、テレビ東京

## ネット局と放送時間

### 第1期
| 放送地域       | 放送局                | 放送系列       | 放送日時           | 放送開始日    | 遅れ日数   |
| -------------- | --------------------- | -------------- | ------------------ | ------------- | ---------- |
| 関東広域圏     | テレビ東京（TX）      | テレビ東京系列 | 月曜 23:58 - 24:45 | 2013年11月4日 | 製作局     |
| 北海道         | テレビ北海道（TVh）   | テレビ東京系列 | 月曜 23:58 - 24:45 | 2013年11月4日 | 同時ネット |
| 愛知県         | テレビ愛知（TVA）     | テレビ東京系列 | 月曜 23:58 - 24:45 | 2013年11月4日 | 同時ネット |
| 岡山県・香川県 | テレビせとうち（TSC） | テレビ東京系列 | 月曜 23:58 - 24:45 | 2013年11月4日 | 同時ネット |
| 福岡県         | TVQ九州放送（TVQ）    | テレビ東京系列 | 月曜 23:58 - 24:45 | 2013年11月4日 | 同時ネット |
| 滋賀県         | びわ湖放送（BBC）     | JAITS          | 月曜 23:58 - 24:45 | 2013年11月4日 | 同時ネット |
| 新潟県         | 新潟放送（BSN）       | TBS系列        | 不定               | 不明          | 不定       |
| 熊本県         | 熊本放送（RKK）       | TBS系列        | 水曜 25:03 - 25:48 | 2014年1月22日 | 79日遅れ   |
| 和歌山県       | テレビ和歌山（WTV）   | JAITS          | 水曜 23:58 - 24:45 | 2014年2月5日  | 93日遅れ   |
| 広島県         | テレビ新広島（TSS）   | フジテレビ系列 | 水曜 25:40 - 26:30 | 2014年2月5日  | 93日遅れ   |

### 第2期
| 放送地域   | 放送局              | 放送系列       | 放送日時           | 放送開始日   | 遅れ日数  |
| ---------- | ------------------- | -------------- | ------------------ | ------------ | --------- |
| 関東広域圏 | テレビ東京（TX）    | テレビ東京系列 | 月曜 25:00 - 25:30 | 2014年1月6日 | 製作局    |
| 愛知県     | テレビ愛知（TVA）   | テレビ東京系列 | 木曜 25:00 - 25:30 | 2014年2月6日 | 31日遅れ  |
| 広島県     | テレビ新広島（TSS） | フジテレビ系列 | 月曜 24:35 - 25:05 | 2014年4月7日 | 91日遅れ  |
| 福岡県     | TVQ九州放送（TVQ）  | テレビ東京系列 | 火曜 25:00 - 25:30 | 2014年5月6日 | 120日遅れ |
| 北海道     | テレビ北海道（TVh） | テレビ東京系列 | 木曜 25:35 - 26:05 | 2014年7月3日 | 158日遅れ |